# Una Stubbs

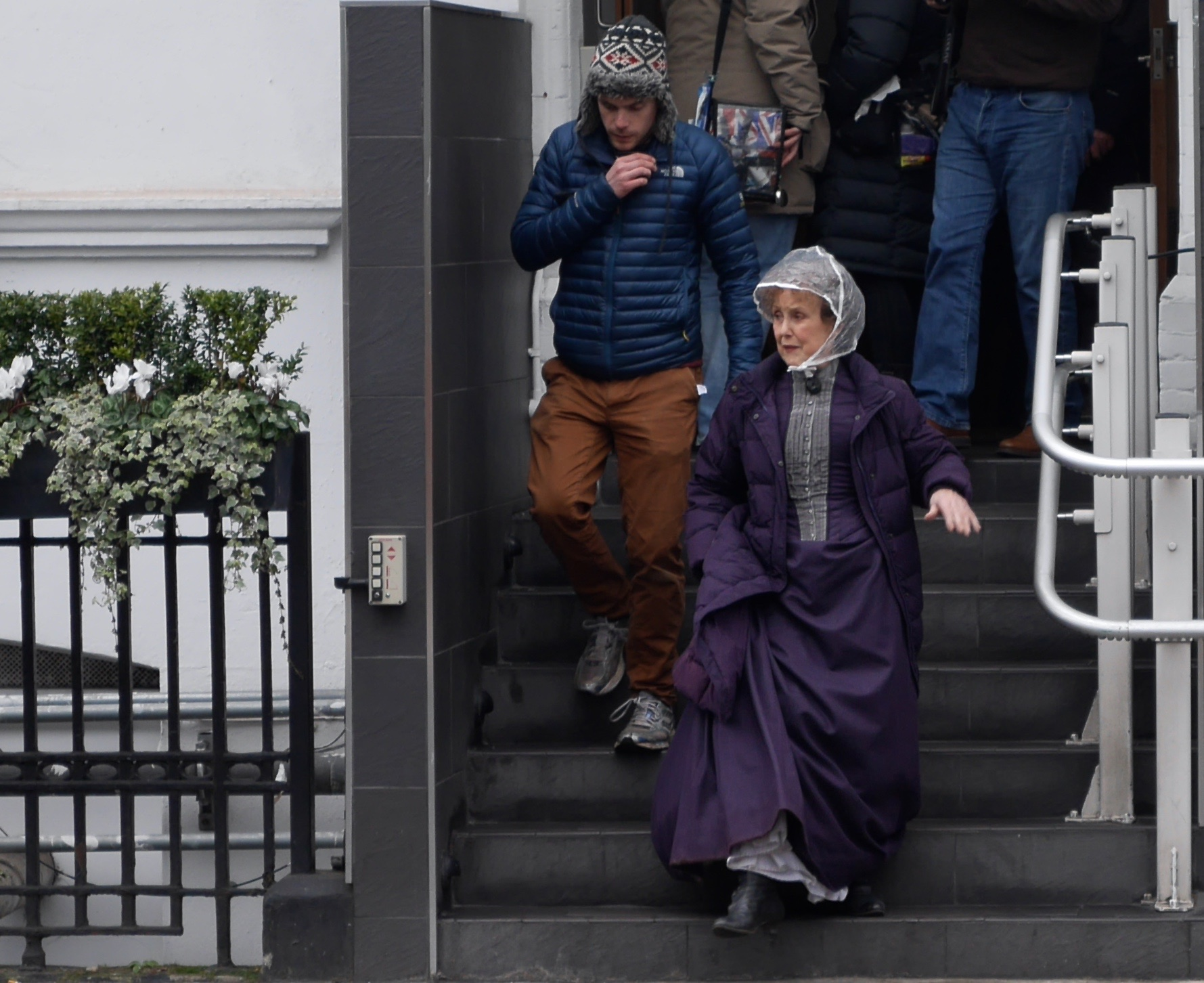
Stubbs bei Dreharbeiten für Sherlock (2015)

Una Stubbs (* 1. Mai 1937 in Welwyn Garden City, Hertfordshire; † 12. August 2021 in Edinburgh) war eine britische Schauspielerin und Tänzerin.

## Leben
Stubbs wurde 1937 als Tochter von Clarence Reginald Stubbs und Angela Rawlinson in der Stadt Welwyn Garden City im Vereinigten Königreich geboren. Sie wuchs in Hinckley auf. Im Alter von 14 Jahren wurde sie von ihrer Mutter zur La Roche Dancing School in Slough geschickt.
Ihre erste größere Rolle hatte sie 1963 im Musicalfilm Holiday für dich und mich neben Cliff Richard. Ihren Durchbruch im britischen Fernsehen hatte sie Mitte der 1960er-Jahre mit der Sitcom Till Death Us Do Part, die als Vorbild der deutschen Fernsehserie Ein Herz und eine Seele gilt. Darin spielte Stubbs die Familientochter Rita, die in der deutschen Version von Hildegard Krekel verkörpert wurde. Ab 2010 war sie in der britischen Krimiserie Sherlock an der Seite von Benedict Cumberbatch und Martin Freeman als Vermieterin Mrs. (Martha Louise) Hudson zu sehen.

## Privatleben
Stubbs hatte zwei Geschwister: eine zwei Jahre ältere Schwester, Claire, und einen zwei Jahre jüngeren Bruder, Paul.
Im Jahr 1958 heiratete sie den Schauspieler Peter Gilmore, mit welchem sie gemeinsam einen Sohn, Jason, adoptierte. 1969 ließ sie sich von Gilmore scheiden und heiratete noch im selben Jahr den Schauspieler Nicky Henson, mit welchem sie zwei Kinder hatte: die beiden Komponisten Christian (* 25. Dezember 1971) und Joe Henson (* 18. September 1973). 1975 ließ sie sich von Henson scheiden.
Una Stubbs starb im August 2021 in Edinburgh.

## Filmografie (Auswahl)

### Film
- 1963: Holiday für dich und mich (Summer Holiday)
- 1963: West 11
- 1964: The Bargee
- 1964: Wonderful Life – Küss mich mit Musik (Wonderful Life)
- 1967: Three Hats for Lisa
- 1967: Mr. 10 Prozent (Mister Ten Per Cent)
- 1968: Till Death Us Do Part
- 1973: Penny Gold
- 1975: Bedtime with Rosie
- 2007: Angel – Ein Leben wie im Traum (Angel)
- 2016: Golden Years

### Fernsehen
- 1958: Rush Hour (2 Episoden)
- 1960: The Strange World of Gurney Slade (Miniserie, 2 Episoden)
- 1962: Benny Hill (Episode Portrait of a Bridegroom)
- 1965: Not Only... But Also (2 Episoden)
- 1966–1975: Till Death Us Do Part (52 Episoden)
- 1971: Shirley’s World (2 Episoden)
- 1979: Fawlty Towers (Episode The Anniversary)
- 1979–1981: Die Vogelscheuche (Worzel Gummidge, 20 Episoden)
- 1981: Till Death… (3 Episoden)
- 1985–1986: In Sickness and in Health (9 Episoden)
- 1987–1989: Worzel Gummidge Down Under (11 Episoden)
- 1989: Morris Minor’s Marvellous Motors (3 Episoden)
- 1995: Mehr Schein als Sein (Keeping Up Appearances, Episode The Pageant)
- 1998: Tricky Business (9 Episoden)
- 1998–2000: Eine lausige Hexe (The Worst Witch, 24 Episoden)
- 1998: Inspector Barnaby (Midsomer Murders), Fernsehserie, Staffel 1, Folge 1: Blutige Anfänger (Written In Blood)
- 2000: Casualty (Episode Not Waving But Drowning)
- 2003: Born and Bred (Episode A Very Ormston Christmas)
- 2004: Von Trapped (Fernsehfilm)
- 2005–2006: The Catherine Tate Show (2 Episoden)
- 2006: EastEnders (Miniserie, 6 Episoden)
- 2006: Agatha Christie’s Marple (Episode Ruhe unsanft)
- 2007–2009: Mist: Sheepdog Tales (23 Episoden)
- 2009: Benidorm (Eine Episode)
- 2009: Ingenius (Fernsehfilm)
- 2010–2017: Sherlock (14 Episoden)
- 2013: Coming Up (Episode Sink or Swim)
- 2013: Starlings (4 Episoden)
- 2013: The Tractate Middoth (Fernsehfilm)
- 2015: Call the Midwife – Ruf des Lebens (Call the Midwife, Episode Irrtümer)
- 2015: Inspector Barnaby (Midsomer Murders), Fernsehserie, Staffel 17, Folge 1: Britisches Roulette (The Dagger Club)